# (14312) Polytech
(14312) Polytech ist ein Asteroid des Hauptgürtels, der am 26. Oktober 1976 von der sowjetischen Astronomin Tamara Michailowna Smirnowa am Krim-Observatorium (IAU-Code 095) an seiner Zweigstelle in Nautschnyj in der Autonomen Republik Krim entdeckt wurde.
Der Asteroid wurde am 27. April 2002 nach der Polytechnischen Peter-der-Große-Universität Sankt Petersburg benannt, die 1899 als Staatliches Polytechnisches Instituts Sankt Petersburg „Peter der Große“ unter dem maßgeblichen Einfluss des russischen Staatsmanns Sergei Witte gegründet wurde.